# Tsarenkanon

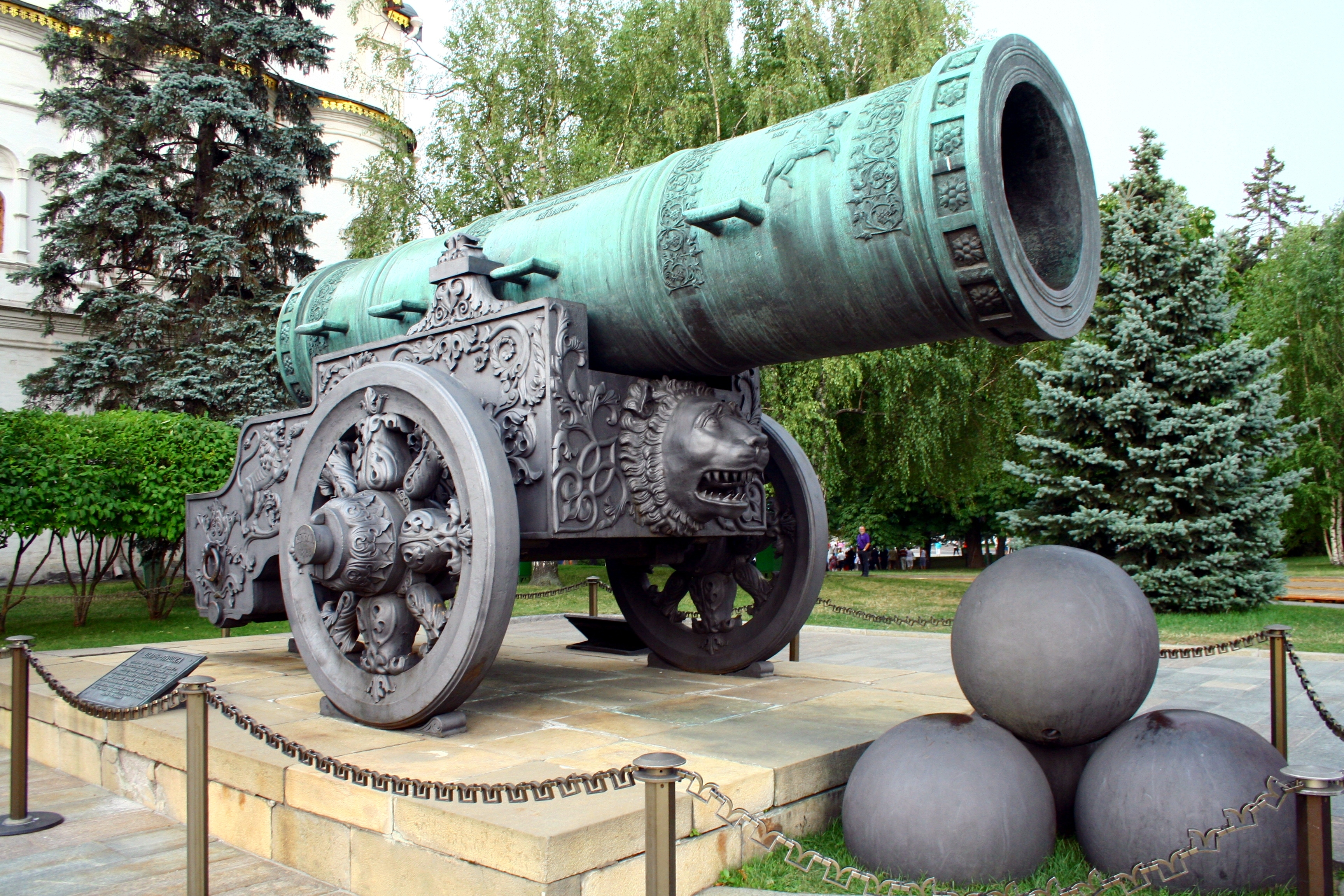
Het Tsarenkanon in het Kremlin van Moskou

Het Tsarenkanon (Russisch: Царь-пушка) is een enorm kanon, gegoten in 1586 door een Russische bronsgieter, Andrej Tsjochov.
Het kanon weegt 40 ton (40.000 kilogram), is 5,34 meter lang, heeft een kaliber van 890 millimeter en een externe diameter van 1200 mm.
Het was de bedoeling om met het kanon clusterschoten af te vuren om het Kremlin van Moskou in tijd van oorlog te beschermen. Het kanon is echter, net zoals de tsarenklok, nooit gebruikt, en is wellicht zelfs alleen maar bedoeld geweest als showstuk voor de militaire macht.
Het kanon is versierd met reliëfs van onder andere tsaar Fjodor I van Rusland als ruiter. Het originele houten onderstel werd gemaakt in het begin van de 19e eeuw. Dit is bij brand in 1812 verloren gegaan. Het nieuwe onderstel en de gietijzeren kanonskogels stammen uit 1835. Het kanon is gerestaureerd in 1980.
Het kanon staat in het Kremlin naast de Tsarenklok.